# 萧惠休
蕭惠休（5世纪？—500年），南蘭陵兰陵县（今江苏常州西北）人，南朝齐官员。
蕭惠休是刘宋征西将軍、儀同三司蕭思話之子，萧惠开、萧惠明、萧惠基的弟弟，萧惠朗、萧惠蒨的哥哥。齐武帝永明四年（486年）为广州刺史。罢任还京，倾资献俸于齐武帝，永明十一年（493年）由輔国将軍、南海郡太守转任徐州刺史。蕭昭業即位，进号冠军将军。齐明帝建武二年（495年）北魏兵围锺离，蕭惠休据锺离破南侵的北魏军队。转任侍中兼步兵校尉，封建安县子。永泰元年（498年），假節援軍赴寿陽。东昏侯永元元年（499年），出任吴兴郡太守，十月，召還建康，官至尚書右僕射。当时朝士多被杀，永元二年（500年）三月，萧宝卷令蕭惠休服药而卒，追赠金紫光禄大夫。